# اسدالله قره‌خانی الوستانی
اسدالله قره‌خانی الوستانی (زادهٔ ۱۳۳۸ علی‌آباد کتول) سیاستمدار ایرانی است، که نماینده سابق مجلس شورا اسلامی بعنوان نمایندهٔ دوره دهم مجلس شورای اسلامی از علی‌آباد کتول، استان گلستان، در مجلس حضور داشت و سخنگوی کمیسیون انرژی بود.  وی پیشتر در ادوار هفتم و هشتم مجلس شورای اسلامی نیز نماینده علی‌آباد کتول بود.